# Довженко, Вячеслав Валерьевич
Вячеслав Валерьевич Довженко (укр. Довженко В'ячеслав Валерійович; род. 18 сентября 1976, Днепропетровск, Украинская ССР, СССР) — украинский актёр театра и кино. Лауреат премии «Золотая дзига» в категории за лучшую мужскую роль.

## Биография
Родился 18 сентября 1976 года.
В 1995 году окончил Днепропетровское театральное училище, отделение «актёр театра кукол» (мастера Михаил Овсянников и Александра Самохвалова) и «актёр театра драмы» (мастер Неля Пинская).
В 2009 году окончил режиссёрское отделение КНУТКТ им. И. К. Карпенко-Карого (мастерская Константина Дубинина). Работал в Днепровский драматический театр имени Т. Шевченко.
С 1998 года Вячеслав Довженко актёр «Киевского Свободного театра» (руководитель Артур Артеменьев). Играет также на сцене Киевского ТЮЗа.
С 2011 года — актёр «Киевского академического драматического театра на Подоле».

## Роли в театре
1. «Чайка по имени Джонатан Ливингстон» Р. Бах — Вожак и Чанг
2. «Диалог самцов» по произведениям Патрика Бессона, Юрия Аверченко и т. д. — Кот Боб
3. «Механический апельсин» Э. Бёрджесс — Алекс
4. «Вестсайдская история» — Тони
5. «Такие свободные бабочки» Леонарда Герша — Ральф Остин
6. «Безталанна» И. Карпенко-Карый — Гнат
7. «Химера» Неда Неждана[укр.] — Нарцисс
8. «Откуда берутся дети?» А. Крым; реж. Виталий Малахов — Тимофей

Киевский академический театр юного зрителя на Липках
Киевский академический драматический театр на Подоле
1. 2006 — «Правдивая история Ромео и Джульетты» А. Крым; реж. Виталий Малахов — Герцог Вероны
2. 2008 — «Сто тысяч» И. Карпенко-Карый; реж. Виталий Малахов — Неизвестный
3. 2010 — «Льовушка» А. Крым; реж. Игорь Славинский — Точильщик
4. 2013 — «Шоу про шоу» (спектакль-концерт) Т. Могильник, В. Гуляйченко; реж. Виталий Малахов — Женя
5. 2014 — «Что я видел во сне…» Л. Толстой; реж. Игорь Славинский — Студент
6. 2015 — «Заказываю любовь» Т. Иващенко; реж. Сергей Павлюк — Кирилл
7. 2018 — «Девушка с мишкою» П. Арье с В. Петров; реж. Стас Жирков — Иполит Николаевич Варецкий, учитель[4]

## Роли в кино
| Год       | Проект                        | Киностудия                                   | Режиссёр                                                       | Роль                                                         |
| --------- | ----------------------------- | -------------------------------------------- | -------------------------------------------------------------- | ------------------------------------------------------------ |
| 1997      | «Тарас Шевченко. Завещание»   | «Киностудия имени А. Довженко»               | Станислав Клименко                                             | Пантелеймон Кулиш                                            |
| 1999      | «Как закалялась сталь»        | «Киностудия имени А. Довженко»               | Хан Гин, Джаньо Сахат                                          | Чижик                                                        |
| 2002      | «Молитва о гетмане Мазепе»    | «Киностудия имени А. Довженко»               | Юрий Ильенко                                                   | Пётр I                                                       |
| 2005      | «Братство»                    | «Киностудия имени А. Довженко»               | Станислав Клименко                                             | Пантелеймон Кулиш                                            |
| 2005      | «Девять жизней Нестора Махно» | «ДомФільм» / «Еврофільм-сервіс»              | Николай Каптан                                                 | эпизод                                                       |
| 2010      | «1942»                        | «PRO.TV»                                     | Валерий Шалыга                                                 | Сафин                                                        |
| 2010      | «Вера, Надежда, Любовь»       | «Студія Арт-Базар»                           | Алексей Рудаков                                                | Арис (Аристотель), отец Нели                                 |
| 2010      | «Маршрут милосердя»           | «Мостелефільм»                               | Олег Масленников, Сайдо Курбанов, Бата Недич, Максим Мокрушев  | Сеня, балалаечник                                            |
| 2011      | «Ялта-45»                     | «Арт-Базар Сінема»                           | Тигран Кеосаян                                                 |                                                              |
| 2012      | «Біла гвардія»                | «Нон-стоп продакшн» при участии «Твін-Медіа» | Сергей Снежкин                                                 | эпизод                                                       |
| 2012      | «СБУ. Спецоперация»           | «ISTIL Studios», Интер                       | Андрей Нестеренко                                              | Олег Бойко, главная роль                                     |
| 2012      | «Свидетель»                   | «Мостелефільм» / «Київтелефільм»             | Дмитрий Томашпольский                                          | эпизод                                                       |
| 2013      | «Агент»                       | «Росія-1»                                    | Георгий Гаврилов, Дмитрий Кузьмин                              | командир                                                     |
| 2014      | «Брат за брата-3»             | «Star Media»                                 | Олег Туранский, Олег Філіпенко                                 | Веденин, начальник охраны торгового центра                   |
| 2014      | «Личное дело»                 | «Film.UA»                                    | Владимир Мельниченко, Игорь Забара                             | таксист                                                      |
| 2014      | «Опасная любовь»              | «Star Media»                                 | Кирилл Капица                                                  | Михаил Смолов, старший лейтенант полиции                     |
| 2014      | «Пока станица спит»           | «Мостелефільм» / «КіноПродакшн»              | Бата Недич, Елена Цыплакова, Александр Мохов, Олег Масленников | Муха                                                         |
| 2014      | «Опасная любовь»              | «Star Media»                                 | Кирилл Капица                                                  | Михаил Смолов, старший лейтенант полиции                     |
| 2014      | «Смертельно живой»            | «Star Media»                                 | Максим Стецков                                                 |                                                              |
| 2015      | «Бессмертник»                 | «Front Cinema»                               | Дмитрий Гольдман                                               | Дмитренко, адвокат                                           |
| 2015      | «Клан ювелиров»               | «Front Cinema»                               | Дмитрий Гольдман                                               | Георгий Метревели, отец Тимура, Мишико и Габриэлы            |
| 2015      | «За законами воєнного часу»   | «Star Media»                                 | Максим Мехеда                                                  | лейтенант                                                    |
| 2016      | «Майор и магия»               | «Інтра»                                      | Володимир Мельниченко                                          | Александр Черняев, начальник отдела собственной безопасности |
| 2016      | «На линии жизни»              | «Fresh Production Group»                     | Антон Гойда                                                    | Стас Величко                                                 |
| 2016      | «Центральная больница»        | «1+1 Продакшн»                               | Вера Яковенко                                                  | эпизод                                                       |
| 2016      | «Хороший парень»              | «Front Cinema»                               | Дмитрий Гольдман                                               | Антон                                                        |
| 2016      | «Тройная защита»              | «Fresh Production Group»                     | Анатолий Матешко                                               |                                                              |
| 2016      | «Судьба по имени любви»       | «Star Media»                                 | Алина Чеботарева                                               | Виталий                                                      |
| 2016      | «Не зарекайся»                | «Front Cinema»                               | Дмитрий Гольдман, Сергей Кравец                                | Валентин                                                     |
| 2016-2017 | «Райское место»               | «Front Cinema»                               | Дмитрий Гольдман                                               | Антон Винокуров                                              |
| 2017      | «Киборги»                     | Ідас філм                                    | Ахтем Сеитаблаев                                               | Серпень                                                      |
| 2018      | «Свингеры»                    | F Films                                      | Андрейс Экиса                                                  | Андрей                                                       |
| 2018      | «За три дня до любви»         | «1+1 продакшн»                               |                                                                |                                                              |
| 2018      | «Свингеры 2»                  | F Films                                      | Андрейс Экиса                                                  | Андрей                                                       |
| 2019      | Путешественники               | Кристина Сиволап                             |                                                                | Толік                                                        |
| 2020      | Участковый с ДВРЗ             | Mamas Film Production                        | Роман Бровко и Роман Ткаченко                                  | Сергей Александрович Бондарь, капитан полиции                |
| 2021      | Другой Франко                 | Ganza Film                                   | Игорь Висневский, Виталий Малахов                              | Пётр Франко между 43 и 51 годами                             |
| 2023      | Буча                          | LEVEL                                        | Станислав Тиунов                                               | полковник ФСБ Стрельников                                    |

## Награды и номинации
- Заслуженный артист Украины (26 марта 2019) — за весомый личный вклад в развитие национальной культуры и театрального искусства, значительные творческие достижения и высокое профессиональное мастерство[6].
- За роль в спектакле «Диалог самцов» получил призы международных фестивалей «Добрый театр» (2004), «Подмосковные вечера» (2006) и Враца (Болгария, 2007).

| Награды и номинации | Награды и номинации       | Награды и номинации     | Награды и номинации | Награды и номинации |
| ГОд                 | Премия                    | Номинация               | Работа              | Результат           |
| ------------------- | ------------------------- | ----------------------- | ------------------- | ------------------- |
| 2018                | Золотая дзига             | Лучшая мужская роль     | Киборги             | Победа              |
| 2018                | Киноколо                  | Лучшая мужская роль     | Киборги             | Победа              |
| 2021                | Хмельницкий кинофестиваль | Лучшая актёрская работа | Другой Франко       | Победа              |

## Гражданская позиция
В рамках акции телепередачи ТСН записал видеообращение в поддержку незаконно заключённого в России украинского режиссёра Олега Сенцова.